# Dzbaneczka
Ditangium P. Karst. (dzbaneczka) – rodzaj grzybów z rodziny łojówkowatych (Sebacinaceae).

## Charakterystyka
Owocnik miseczkowaty lub mózgowaty, mały lub średniej wielkości, o barwie od różowej do ceglastoczerwonej. Konidia tworzy sporadycznie. System strzępkowy monomityczny, strzępki bez sprzążek, obficie inkrustowane oleistą substancją. Znajdujące się pod powierzchnią hymenium liczne hyfidy są słabo lub silnie rozgałęzione. Podstawki zazwyczaj 4-, rzadko 2-sterygmowe o kształcie od odwrotnie jajowatego do niemal kulistego, przedzielone podłużnie lub ukośnie. Bazydiospory szkliste, cienkościenne, wąsko wrzecionowate do cylindrycznych strzępki owocników anamorficznych podobnych do tych w teleomorfach. Konidia cienkościenne, cylindryczne, lekko lub mocno zakrzywione.
Są to grzyby saprotroficzne rozwijające się na martwym drewnie drzew liściastych i iglastych we wczesnych stadiach ich rozkładu.

## Systematyka i nazewnictwo
Pozycja w klasyfikacji według Index Fungorum: Sebacinaceae, Sebacinales, Incertae sedis, Agaricomycetes, Agaricomycotina, Basidiomycota, Fungi.
Takson ten utworzył Petter Adolf Karsten w 1867 r. Synonimy naukowe: Craterocolla Bref., Poroidea Göttinger ex G. Winter 1885.
Gatunki:
- Ditangium altaicum Malysheva & Spirin 2019
- Ditangium cerasi (Schumach.) Costantin & L.M. Dufour 1891 – dzbaneczka różowawa
- Ditangium incarnatum (P. Karst.) Spirin & Malysheva 2019
- Ditangium insigne P. Karst. 1867
- Ditangium minutum Pat. 1895

Wykaz gatunków i nazwy naukowe na podstawie Index Fungorum. Wykaz gatunków według Władysława Wojewody, polskie nazwy na podstawie rekomendacji Komisji ds. Polskiego Nazewnictwa Grzybów przy Polskim Towarzystwie Mykologicznym.